# Paulinho (football, 1932)
Pour les articles homonymes, voir Paulinho (homonymie).
Paulo de Almeida Ribeiro, dit aussi Paulinho ou Paulinho de Almeida (né le 15 avril 1932 à Porto Alegre et mort le à 11 juillet 2007 São Paulo), est un joueur et entraîneur de football brésilien.
Surnommé le Capitão Piranha au SC Internacional, ce défenseur a joué près de 260 matchs dans le championnat du Brésil.

## Biographie

### Joueur
En tant que défenseur, il évolue en tant qu'arrière latéral sur le côté droit. Réputé redoutable au marquage, il est connu pour ses fréquentes excursions offensives.
À l'adolescence, il commence le football au Paternon, petit club local de son quartier à Porto Alegre. Il est alors repéré par un des plus grands clubs de la ville, le Sport Club Internacional. Il signe un contrat professionnel et évolue dans le club pendant quatre saisons, qui sont fructueuses en titres, remportant notamment trois fois consécutivement l'édition du championnat du Rio Grande do Sul.
En 1954, il rejoint le grand club du CR Vasco da Gama de Rio de Janeiro pour la somme de 800 000 cruzeiros, somme très élevée pour l'époque pour un transfert dans le championnat brésilien. Il s'impose rapidement comme un joueur clé au sein de l'équipe. Avec sa solide défense, le Vasco da Gama remporte également quelques titres, dont deux championnats d'État ainsi qu'un Tournoi Rio-São Paulo. Il met un terme à sa carrière en 1964.

#### Sélection
Il est convoqué par le sélectionneur brésilien Zezé Moreira pour participer à la coupe du monde 1954 en Suisse, en tant que doublure du titulaire Djalma Santos, édition du mondial où les Brésiliens finissent quarts-de-finalistes.
Il participe par la suite à deux éditions de la Copa América, à celle du Pérou en 1957 et à celle d'Argentine en 1959. Il joue en tout au long de sa carrière dix matchs avec la Seleçao, dont huit matchs officiels et trois joués lors de la Copa América argentine, tandis que les matchs amicaux sont joués lors des victoires dans les trophées de la Copa Bernardo O'Higgins et la Copa Roca,,.

### Entraîneur
Entre autres, Paulinho est connu pour avoir disputé en tant qu'entraîneur quinze différentes éditions de la Série A brésilienne, championnat où il a entraîné avec en tout treize équipes différentes.

## Palmarès

### Club
- Campeonato Gaúcho : 3

SC Internacional : 1951, 1952, 1953
- Campeonato Carioca : 2

CR Vasco da Gama : 1956, 1958
- Torneio Rio-São Paulo : 1

CR Vasco da Gama : 1958

### Sélection
- Coupe Bernardo O'Higgins : 1

1955
- Coupe Oswaldo Cruz : 1

1955
- Copa Roca : 1

1957